# Rainer Bär
Rainer Bär (* 14. Oktober 1939 in Radebeul; † 29. Januar 2022) war ein deutscher Filmregisseur und Drehbuchautor.

## Leben
Nach Ende der Schulzeit in Zwickau absolvierte Bär eine Lehre und arbeitete als Gebrauchswerber. Bär studierte von 1957 bis 1959 für zwei Jahre am Pädagogischen Institut Altenburg Psychologie und Pädagogik. Es folgte von 1959 bis 1963 ein Regie-Studium an der deutschen Hochschule für Filmkunst Potsdam-Babelsberg. Anschließend war er im DEFA-Studio für populärwissenschaftliche Filme tätig.
Sein erster Spielfilm wurde 1967 der Kinderfilm Kaule nach dem gleichnamigen Buch von Alfred Wellm. Bär arbeitete seither als Regisseur und Drehbuchautor in Film und Fernsehen und drehte vorwiegend Kriminalfilme und -serien, darunter Folgen für Polizeiruf 110 und Tatort.

## Filmografie
Bei folgenden Filmen und Serien war Bär, wenn nicht anders gekennzeichnet, Regisseur und Drehbuchautor:
- 1962: Etüde 62
- 1967: Kaule
- 1969: Verdacht auf einen Toten
- 1972: Er, Sie, Es (TV)
- 1976: Ohne Märchen wird keiner groß (TV)
- 1978: Die Julia von nebenan (TV)
- 1979: Gelb ist nicht nur die Farbe der Sonne (TV)
- 1980: Anamnese (TV)
- 1983: Die Schöne und das Tier (TV)
- 1984: Klassenkameraden (TV)
- 1988: Der Geisterseher (TV)
- 1990: Polizeiruf 110: Der Tod des Pelikan (TV-Reihe)
- 1991: Peter Strohm: …und die italienische Oper (Fernsehserie)
- 1992: Einer stirbt bestimmt (TV)
- 1992: Der absurde Mord (TV)
- 1993: Das gläserne Haus (TV)
- 1995: Eingeschlossen – Die Nacht mit einem Mörder (TV)
- 1995: Tatort: Eine mörderische Rolle (TV-Reihe)
- 1996: Peter Strohm: Einwandfreie Expertisen (Fernsehserie)
- 1996: Unser Mann: Blinde Augen klagen an (Fernsehserie)
- 1996: Unser Mann: Das Siegel des Todes (Fernsehserie)
- 1996: Unser Mann: Der rote Tod (Fernsehserie)
- 1998: Das elfte Gebot (TV)
- 1999: Polizeiruf 110: Mordsfreunde (TV-Reihe)

## Auszeichnungen
Für Er, Sie, Es wurde Bär 1973 auf dem internationalen Filmfestival Prague d’Or mit dem Grand Prix geehrt. Den gleichen Preis erhielt er 1977 für Die Julia von nebenan. 1978 bekam er den Heinrich-Greif-Preis II. Klasse. Im Jahr 1995 wurde er für Das gläserne Haus mit dem DAG-Fernsehpreis ausgezeichnet.